# Декалог 5
«Декало́г 5» (пол. Dekalog, piec) — пятый телефильм из десятисерийного цикла «Декалог», снятого польским кинорежиссёром Кшиштофом Кесьлёвским. Фильм вышел на экраны 1 июня 1990 года. Один из двух эпизодов цикла, на основе которых параллельно были сняты полноформатные художественные фильмы. «Короткий фильм об убийстве» вышел в 1988 году, ещё до премьеры цикла «Декалог».
Фильм связан с шестой из десяти заповедей — «Не убивай».

## Сюжет
Первая половина фильма посвящена событиям 16 марта 1987 года в Варшаве. В этот день молодой юрист Пётр Балицкий сдаёт последний экзамен и становится адвокатом. Таксист Вальдемар Рековский, житель того же многоквартирного дома, в котором живут герои других фильмов цикла (в том числе показанные в эпизоде Дорота и Анджей Геллеры), утром моет свою машину и выезжает на работу. Он кормит бутербродом бездомного пса, но к потенциальным клиентам относится зачастую неприязненно и намеренно уезжает из-под носа тех, кого не хочет сажать в свою машину. В это же время юноша по имени Яцек бродит по городу, проходит мимо драки, не вмешиваясь в неё, бросает с перил моста камень вниз на едущие автомобили, заходит в фотоателье и оставляет фотографию девочки с просьбой увеличить её. В кафе он достаёт из сумки верёвку и наматывает её на кулак. Затем он садится на остановке такси в машину, водителем которой оказывается Рековский. Яцек называет место за городом, и когда такси довозит его, набрасывается на водителя, сжимая его шею верёвкой. Позже он вытаскивает тело водителя из машины и добивает его камнем.
Дальнейшее действие происходит через несколько месяцев, когда заканчивается суд над Яцеком, который приговорён к смертной казни. Его адвокат — Пётр Балицкий, который не смог добиться другого приговора, однако судьба Яцека не даёт ему покоя. Он встречается с юношей, который просит его после казни поговорить с его матерью и попросить похоронить его на кладбище рядом с отцом и сестрой. Яцек рассказывает Балицкому, что его младшую сестру несколько лет назад случайно задавил трактор, причём за рулём трактора сидел пьяный приятель Яцека, который перед этим выпивал с самим Яцеком. Яцек спрашивает Балицкого, не могло ли быть так, что если бы сестра не погибла, то с Яцеком не произошло бы всего того, что с ним произошло. Показана подготовка к казни Яцека, а также сама казнь через повешение, на которой присутствует и Балицкий. После казни Балицкий уезжает на машине за город и, плача, повторяет слово «Ненавижу!»

## В ролях
- Мирослав Бака — Яцек Лазар
- Кшиштоф Глобиш — адвокат Пётр Балицкий
- Ян Тесаж — таксист Вальдемар Рековский
- Здзислав Тобяш — судья
- Мацей Мацеевский — прокурор
- Збигнев Запасевич — член адвокатской комиссии
- Александр Беднаж — палач
- Артур Барцись — рабочий
- Кристина Янда — Дорота (эпизод)
- Ольгерд Лукашевич — Анджей (эпизод)

## Критика
Славой Жижек в книге «Киногид извращенца» отмечает, что, как и «Декалог 4», «Декалог 5» также показывает «ироничный поворот заповеди»: «является ли повторение убийства государственным аппаратом убийством, а значит, нарушением заповеди?» Автор подчеркивает, что «по-настоящему невыносимо» в фильме именно второе убийство, то есть наказание Яцека в тюрьме.